# Eugène Gaudemet
Pour les articles homonymes, voir Gaudemet.
François Eugène Henri Gaudemet, né le 13 octobre 1872 à Vosne-Romanée (Côte-d'Or) et mort le 2 avril 1933 à Strasbourg, est un juriste français.

## Biographie
Eugène Gaudemet est professeur de droit privé à la faculté de droit de Dijon à partir de 1901, puis de Strasbourg, à partir de 1919. Il est notamment l'auteur de L'Interprétation du Code civil en France depuis 1804, ouvrage qui rassemble quatre conférences données à la faculté de droit de Bâle en 1923, ainsi que de La Théorie générale des obligations, ouvrage qui reproduit son cours de droit civil (1937 pour la 1re édition).
Il est le père de Jean Gaudemet (1908-2001), professeur d'histoire du droit, et de Paul Marie Gaudemet (1914-1998), professeur de droit, le grand-père d'Yves Gaudemet (1946), professeur et juriste, et l'arrière-grand-père de Sophie Gaudemet, professeur de droit privé à l'Université de Paris II, Antoine Gaudemet, professeur de droit privé à l'Université Paris II, et Mathieu Gaudemet, avocat au barreau de Paris (cabinet Joffe & Associés).

## Publications
- Étude sur le transport de dettes à titre particulier, Paris, 1898 (réédition : Université Panthéon-Assas, 2014)
- L'abbé Galiani et la question du commerce des blés à la fin du règne de Louis XV, Paris, 1899
- Cours d'histoire des institutions et faits sociaux, Paris, 1908
- L'interprétation du code civil en France depuis 1804, Paris, 1935 (réédition : L.G.D.J., 2002)
- Théorie générale des obligations, Paris, 1937 (réédition : Dalloz, 1965)